# Dolmen Na Cristiana
Der Dolmen Na Cristiana (auch Balma de Na Cristiana genannt) ist ein Dolmen in der Gemeinde L’Albère in den östlichen Pyrenäen. Er liegt nahe der spanischen Grenze auf einer Höhe von 650 m und ist einer der besser erhaltenen unter den Dolmen des Roussillon. Dolmen ist in Frankreich der Oberbegriff für Megalithanlagen aller Art (siehe: Französische Nomenklatur).
Der größte Dolmen im Département Pyrénées-Orientales besteht aus sieben Tragsteinen, die den Deckstein aus Gneis stützen, einen Raum von etwa 2,0 × 1,0 m bilden und eine Höhe von etwa 1,0 m haben. Die Steine sind etwa quadratisch und grob zugearbeitet. Der zumeist aus Trockenmauerwerk erstellte axiale Gang ist nicht erhalten. Der Form nach ist der neolithische Dolmen zwischen der Mitte und dem Ende des 3. Jahrtausend v. Chr. entstanden.
Das „Na“ im Namen ist die weibliche Form einer Person. Bei „Na Cristiana“ handelt es sich um eine Frau namens „Cristiana“. „Na“ ist die Kurzform von „Dona“ auf Katalanisch. „En“ bezieht sich auf die männliche Form und ist etwa beim Dolmen von Serrat d’En Jacques zu finden. Der Bezug zu Christus kann auf zwei Arten entstanden sein. Entweder wurde er der heidnischen Kultstätte bei ihrer Christianisierung gegeben, oder es ist der Name einer bestimmten Cristiana, die eine Beziehung zu diesem Ort hatte.